# Stylophora

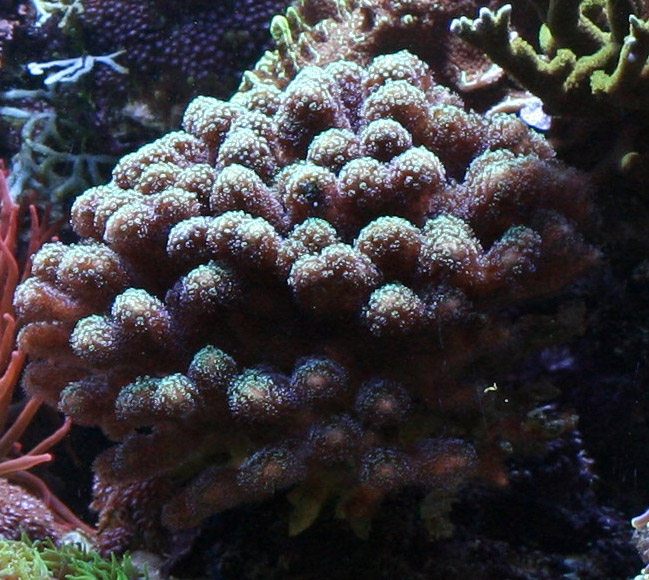
Stylophora sp. in einem privaten Meerwasseraquarium

Stylophora ist eine häufig vorkommende Gattung der Steinkorallen (Scleractinia), die im Roten Meer und in den tropischen Bereichen des Indischen Ozeans und des Pazifiks östlich bis Pitcairn vorkommt. Als einzige bedeutende Steinkorallengattung ist sie im Roten Meer und im westlichen Indischen Ozean artenreicher als im zentralen Indopazifik.
Fossil ist Stylophora aus dem Paläozän des Pazifiks und dem Eozän der Karibik sowie aus den Sedimenten des ehemaligen Tethysmeeres bekannt.

## Merkmale
Stylophora bildet buschförmige Kolonien und ist von sehr variabler Wuchsform, je nachdem, wo ihr Standort im Riff ist. Exemplare, die im flachen Wasser stehen und Strömungen durch die Gezeiten und der Brandung ausgesetzt sind bilden dicke Äste und sind meist braun, können aber auch rosa, violett, orange, pink- oder magentafarben sein. In tieferem Wasser sind ihre Äste dünner und fingerähnlich und eher grün oder braun gefärbt. Im Unterschied zu Seriatopora haben die Verzweigungen der Äste einen Durchmesser von mehr als 10 mm. Die Verzweigungen sind leicht abgeflacht, die Enden der Äste sind immer stumpf und heller gefärbt. Die Koralliten erreichen einen Durchmesser von 0,5 mm und sind durch sechs Hauptsepten unterteilt. Ein Ring von sechs weiteren Septen kann ebenfalls vorhanden sein.
Wie die meisten anderen Steinkorallen lebt Stylophora in einer symbiotischen Beziehung mit kleinen Algen (Zooxanthellen), die die Korallen mit Nährstoffen versorgen.

## Arten
- † Stylophora confusa Duncan, 1880
- Stylophora danae Milne Edwards & Haime, 1850
- Stylophora erythraea Von Marenzeller, 1907
- Stylophora flabellata Quelch, 1886
- † Stylophora gigas Hoffmeister, 1945
- † Stylophora granulata Duncan & Wall, 1865
- Stylophora kuehlmanni Scheer & Pillai, 1983
- Stylophora lobata Gardiner, 1898
- Stylophora madagascarensis Veron, 2000
- Stylophora mamillata Scheer & Pillai, 1983
- † Stylophora minuta Duncan, 1868
- Stylophora pistillata Esper, 1797
- Stylophora subseriata (Ehrenberg, 1834)
- Stylophora wellsi Scheer, 1964